# Kaya Futbol Club
Maillots
Le Kaya Futbol Club, est un club de football philippin basé à Makati, dans la banlieue de Manille. Le club évolue en Philippines Football League. 

## Historique

### Repères historiques
- 1996 : fondation du club sous le nom du Kaya FC
- 2016 : première participation à la Coupe de l'AFC
- 2017 : le club est renommé Kaya FC–Makati

### Histoire
Fondé en 1996, le club participe pour la première fois au championnat de première division lors de la saison 2010, qu'il termine à la deuxième place. Il réussit lors des saisons suivantes à se maintenir parmi les quatre premiers du classement final, sans jamais parvenir à décrocher le titre de champion.
Le Kaya FC remporte la Coupe de la Ligue en 2015. Cependant, sa deuxième place obtenue lors du championnat 2015 lui a permis de découvrir la compétition internationale, puisqu'il a participé la saison suivante à la Coupe de l'AFC. Son baptême au haut niveau asiatique est finalement assez réussi puisque le club de Makati est parvenu à sortir de sa poule du premier tour, devant Balestier Khalsa et New Radiant, avant de s'incliner lourdement (7-2) en huitième de finale face aux tenants du titre, les Malaisiens du Johor Darul Ta'zim FC. Cette performance, également réalisée par le Ceres-Negros FC lors de la même compétition, est une première pour un club philippin.
Le club joue ses rencontres à domicile au stade McKinley Hill de Taguig, d'une capacité de 4 500 places et parfois au Stade Rizal Memorial, notamment lors des rencontres asiatiques disputées à domicile. Depuis la saison 2017, le club joue ses rencontres à domicile au stade de l'université de Makati, d'une capacité de 4 000 places.
Parmi les joueurs ayant porté les couleurs du club, on peut citer les internationaux philippins Alexander Borromeo, Anton del Rosario et Chris Greatwich, mais aussi l'international guamanais Jonahan Romero.

## Palmarès
- Championnat des Philippines : (3)
  - Champion : 2022-2023, 2024 et 2024-2025

## Personnalités du club

### Entraîneurs
Le tableau suivant présente la liste des entraîneurs du club depuis 1996.
| Rang | Nom             | Période   |
| ---- | --------------- | --------- |
| 1    | Bob Kovach      | 1996-2002 |
| 2    | Juan Cutillas   | 2011-2012 |
| 3    | Michael Alvarez | 2012      |
| 4    | Maor Rozen      | 2012-2013 |
| 5    | Melo Sabacan    | 2013      |

| Rang | Nom                      | Période     |
| ---- | ------------------------ | ----------- |
| 6    | David Perković           | 2013-2014   |
| 7    | Adam Reekie              | 2014-2015   |
| 8    | Fabien Lewis             | 2015        |
| 9    | Chris Greatwich          | depuis 2015 |
| 10   | Joel Villarino (AFC Cup) | 2016        |

## Image et identité

### Logos

1996-2016
depuis 2017